# Slovensko domobranstvo

Flagge der slowenischen Heimwehr

Slovensko domobranstvo (Slowenische Landwehr, auch Slowenische Heimwehr oder Slowenische Domobranzen/Domobrancen genannt) war eine im September 1943 nach der deutschen Besetzung Italiens im Zweiten Weltkrieg im Gebiet der Provinz Laibach aufgestellte antikommunistische und konservativ-katholische militärische Organisation, in der Slowenen dienten. Ein Angehöriger wurde dementsprechend Domobranec, deutsch Domobranze, genannt. Als Kollaborateure unterstützten sie die Wehrmacht und Waffen-SS im Kampf gegen die Osvobodilna Fronta (Befreiungsfront). Der Großteil der Ausrüstung war anfangs italienischer Herkunft, die nach dem Waffenstillstand Italiens am 8. September 1943 in deutsche Hände gefallen war. Die meisten Domobranzen dienten als Infanteristen.

## Geschichte
Am 8. September 1943 vernichteten Partisanen den Tschetnik-Stützpunkt der Jugoslawischen Armee in der Heimat samt Kommandostelle für Slowenien im seit 1941 verlassenen Gottscheerdorf Masern (Grčarice). Die Kommandeure der von den Italienern aufgestellten Dorfwachen (Milizia volontaria anticomunista MVAC) versammelten sich wiederum seit 12. September im Schloss Auersperg (Grad Turjak), um sich einer antikommunistischen Slowenischen Nationalarmee (Slovenska narodna vojska SNV) anzuschließen. In der Nacht zum 15. September umzingelten 1500 Partisanen die Festung, vernichteten bis zum 19. September deren Besatzung und zerschlugen so einen Großteil der Dorfwachen.

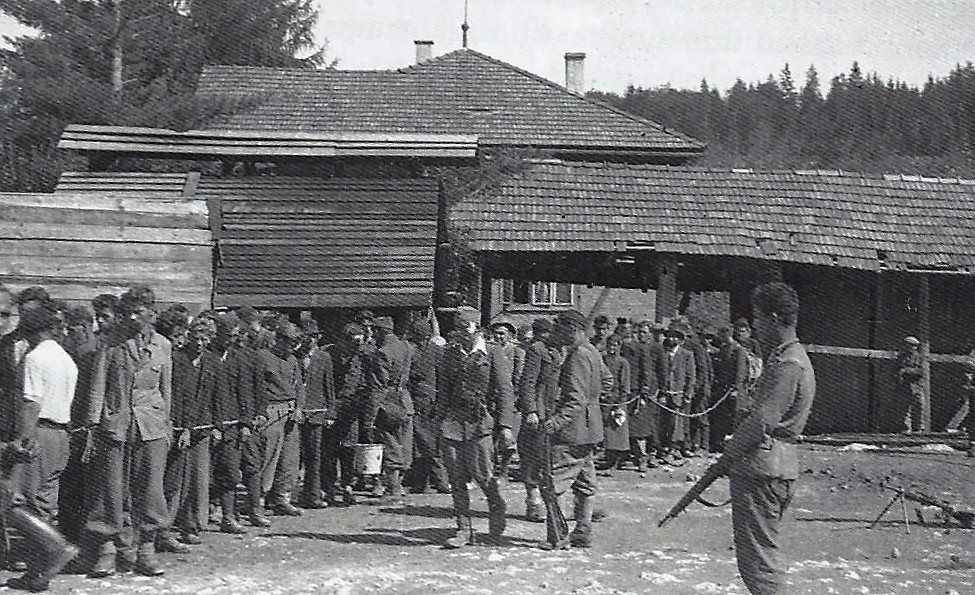
Gefangene „Weißgardisten“ (Mitglieder des MVAC) werden von slowenischen Partisanen von der Burg Turjak bei Velike Lašče in Gefängnisse in Kočevje (Gottschee) gebracht (1943).

In dieser Situation gründeten antikommunistische slowenische Kräfte aus der Provinz Laibach am 24. September 1943 die Slowenische Heimwehrlegion (Slovenska domobranska legija) mit drei Bataillonen. Die Soldaten waren überlebende Angehörige der Dorfwachen/MVAC und slowenische Tschetniks der Jugoslawischen Armee in der Heimat.
Am 30. September gliederten die Deutschen die Provinz in die Operationszone Adriatisches Küstenland ein. Die Gründung der slowenischen Heimwehr kam ihnen auf Grund des Mangels an eigenen Streitkräften gelegen.

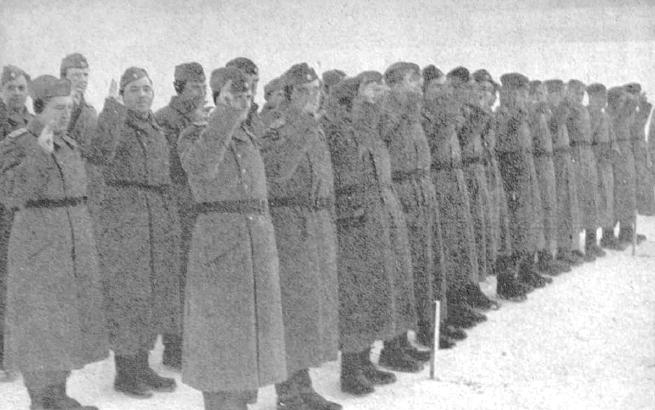
Slowenische Domobranzen (Heimwehr) bei der Vereidigung am 30. Januar 1945

Eine besonders wichtige Rolle beim Aufbau der Heimwehr spielten Ernest Peterlin und Leon Rupnik, ein vormaliger General der königlich-jugoslawischen Armee. Peterlin wollte eine schwer bewaffnete slowenische Armee aufstellen, doch überließen die Deutschen den Domobranzen nur leichte Infanteriebewaffnung.
Am 23. September erklärte sich General Leon Rupnik zum Befehlshaber der slowenischen Heimwehr, Anton Kokalj zum Hauptinspektor und Oberst Franc Krenner zu dessen Stellvertreter. Der Leiter des Polizeistabs, SS-General Erwin Rösener hinderte ihn jedoch daran, das Amt anzutreten und verbot ihm am 4. November schriftlich jegliche Aktivität in der Heimwehr. Stattdessen setzte er Oberst Krenner an seiner Stelle ein. Im September 1944 wurde Rupnik schließlich doch zum Generalinspektor ernannt. Die tatsächliche Befehlsgewalt blieb wie zuvor bei SS-General Rösener. Die Deutschen schrieben General Rupnik sogar vor, wann er in der Uniform des Generalinspektors der Slowenischen Heimwehr auftreten durfte. Eine begrenzte Eigenständigkeit bei Militäroperationen hatte das Bataillon unter dem Kommando Vuk Rupniks, des Sohnes Leon Rupniks. Die Zahl der Domobranzen betrug bei Kriegsende etwa 15.000. 
Nach dem Zweiten Weltkrieg flüchteten Anfang Mai 1945 etwa 17.000 slowenische Landwehrsoldaten und Zivilisten vor dem kommunistischen Tito-Regime nach Viktring bei Klagenfurt in Österreich, wo sie sich britischen Einheiten ergaben. Dabei kam es am 10. Mai unterhalb der Hollenburg bei Köttmannsdorf während des Übergangs über die Drau zu heftigen Kampfhandlungen mit der Jugoslawischen Volksbefreiungsarmee. Die geflüchteten Slowenen wurden in einem Flüchtlingslager bei Viktring interniert.
Die slowenische EU-Ratspräsidentschaft führte 2008 eine Anhörung über „Verbrechen totalitärer Regimes“ durch, wobei neben nationalsozialistischen Verbrechen während des Zweiten Weltkriegs in Slowenien auch die Massenhinrichtungen nach Kriegsende zur Sprache kamen. Die Briten übergaben hiernach neben kroatischen und serbischen Gefangenen etwa 11.000 Angehörige der Slowenischen Heimwehr Ende Mai/Anfang Juni 1945 an die Jugoslawische Volksbefreiungsarmee. Diese internierte die ihr übergebenen Soldaten in Lagern in Slowenien und Kroatien. Die slowenischen Domobranzen kamen vor allem in die Lager Teharje (Tüchern) bei Celje (Cilli) und Šentvid (heute Stadtteil von Ljubljana). Bereits auf den Fußmärschen in die Lager wurden zahlreiche Slowenen ermordet, weitere Massaker wurden in den Lagern verübt. Mit dem Sieg der Jugoslawischen Volksbefreiungsarmee kam es an vielen Orten Sloweniens ohne jedes Gerichtsverfahren zu summarischen Hinrichtungen von antikommunistischen slowenischen Militärangehörigen, auch Zivilisten und deutsche Kriegsgefangene wurden umgebracht. Von tausenden Gefangenen in den Lagern Teharje, Šentvid nad Ljubljano und Škofja Loka überlebte nur eine kleine Zahl an Zivilpersonen und minderjährigen Angehörigen der Heimwehr. Die Zahl der nach Kriegsende hingerichteten Slowenen wird auf 14.000 geschätzt, die Gesamtzahl sämtlicher auf slowenischem Gebiet exekutierten Personen jedoch auf möglicherweise über 100.000. Während die Gefangenen in Šentvid mit Viehwaggons nach Kočevje und dann weiter zur Exekution zu verborgenen Karsthöhlen im nahegelegenen Hornwald (Kočevski Rog) gebracht wurden, fanden die Hinrichtungen der Gefangenen von Teharje zum kleineren Teil beim Lager selbst, zum größeren Teil in Höhlen oder aufgegebenen Bergwerkstollen der Umgebung von Stari Hrastnik, Trbovlje und Laško statt, wo die Getöteten in Massengräber geworfen wurden. Ein wichtiges Ziel bei Laško war der Barbara-Stollen von Huda Jama.
Etwa 6.000 slowenische Zivilisten wurde nach einer Intervention des kanadischen Lagerleiters bei Harold Alexander, dem britischen Oberbefehlshaber in Kärnten, von der Rückführung nach Jugoslawien ausgenommen.
In Slowenien werden diese Massaker heute als „Tragödie von Viktring“ oder auch „Drama um Viktring“ bezeichnet, in Kroatien als Massaker von Bleiburg oder „Bleiburger Tragödie“.